# 驼毛甲属
驼毛甲属（学名：Cyphostethe）为拟步甲科的一个属。

## 下级分类
本属包括以下物种：
- 格氏驼毛甲 Cyphostethe grombczewskiiSemenov,1891
- 库氏驼毛甲 Cyphostethe koltzei Reitter, 1895